# 伊利基诺农村居民点
伊利基诺农村居民点（俄语：Илькинское сельское поселение）是俄罗斯联邦弗拉基米尔州梅连基区所属的一个农村居民点。其下辖有13个居民点，行政中心为伊利基诺。据2016年统计，该农村居民点的人口为3054人。